# Felix Alexander Vincent Copland-Griffiths
Felix Alexander Vincent Copland-Griffiths, britanski general, * 1894, † 1967.